# محمد زكري
محمد زكري (10 مايو 1985 بورسعيد مصر - ) هو لاعب كرة قدم مصري يلعب كمهاجم.